# Riozinho do Andirá
Riozinho do Andirá är ett vattendrag i Brasilien. Det ligger i den västra delen av landet, 2 200 km väster om huvudstaden Brasília.
I omgivningarna runt Riozinho do Andirá växer i huvudsak städsegrön lövskog. Trakten runt Riozinho do Andirá är nära nog obefolkad, med mindre än två invånare per kvadratkilometer.